# Заозёрное (Сахалинская область)
Заозёрное — село в Макаровском городском округе Сахалинской области России.

## География
Село находится на берегу Охотского моря, на расстоянии 30 км к юго-западу от города Макаров, административного центра округа. 

## История
До 1945 года село принадлежало японскому губернаторству Карафуто и называлось Касихо (яп. 樫保). 

## Население
| 1925 | 1935  | 2002 | 2010 | 2013 | 2021 |
| ---- | ----- | ---- | ---- | ---- | ---- |
| 262  | ↗3224 | ↘36  | ↘8   | ↘2   | ↘1   |

### Половой состав
Согласно результатам переписи 2002 года, в селе проживало 36 человек (26 мужчин и 10 женщин).

### Национальный состав
Согласно результатам переписи 2002 года, в национальной структуре населения русские составляли 78 % из 36 чел

## Улицы
В селе имеется одна улица — Железнодорожная.

## Транспорт
В селе расположена станция Заозёрное Сахалинского региона Дальневосточной железной дороги.